# Segell de Millau

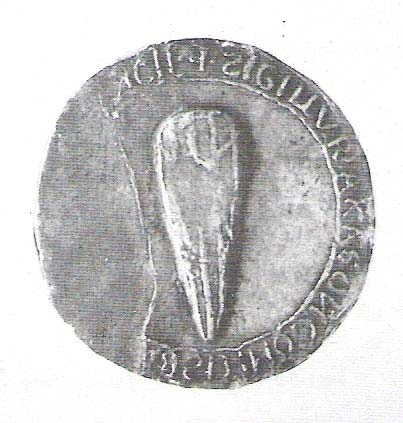
Revers del segell de Millau.
El 1187 Alfons II d'Aragó concedí a la vila el privilegi d'usar un segell comú «Concedimus namque sigillum comune consulibus et comuni sub subscriptione nostra et sua», i també l'ús de la seva bandera «et etiam vexillum nostrum».
La llegenda del segell en detalla el titular: Segell del rei d'Aragó, comte de Barcelona i marquès de Provença «+SIGILLU(M) R(EGIS) ARAGON(ENSIS) COMITIS BA[RCHINONENSIS ET MARCHIONIS PROVI]NCIE»
Per confeccionar la cara amb el segell reial, els cònsols de Millau prengueren com a model, no un escut palat sense bloca com els apareixen als segells d'Alfons II d'Aragó, sinó que copiaren un escut palat amb bloca, mostra inequívoca que varen prendre com a model els anteriors segells de Ramon Berenguer IV o els seus fills menors

El segell de Millau és un segell confeccionat per la vila de Millau (França) el c. 1187, en què apareix la representació més antiga conservada en la història del senyal dels Quatre Pals no ja com una arma defensiva que porta el dignatari a cavall, sinó com un emblema identificatiu per si sol. La creació del segell amb el senyal dels Quatre Pals fou concedida pel rei Alfons II d'Aragó i presenta la particularitat de tenir l'escarbloncle -o bloca-, fet que evidencia que es va prendre com a model els segells del seu pare Ramon Berenguer IV, o dels seus fills menors, però no els nous segells que emeté el mateix Alfons com a rei d'Aragó perquè en aquests ja no hi apareix l'escarboncle o bloca.

## El domini del vescomtat de Millau
El 1166 morí sense fills mascles el comte Ramon Berenguer III de Provença; aleshores el rei Alfons II d'Aragó reclamà la titularitat d'aquest comtat i els seus annexos, i el 1167 es feu amb el domini del comtat de Provença, el vescomtat de Gavaldà i el vescomtat de Millau. Enmig de les guerres contra el comte de Tolosa, el rei Alfons II d'Aragó en cedí la titularitat al seu germà Pere, que per tal de refermar la continuïtat amb l'anterior comte difunt, es canvià el nom de Pere i passà a anomenar-se Ramon Berenguer IV de Provença; però aquest morí el 1181 a mans dels soldats del comte de Tolosa i el rei Alfons II d'Aragó en cedí la titularitat al seu altre germà, que esdevingué Sanç I de Provença. Aquest, a fi de refermar el seu domini sobre el vescomtat de Millau, concedí a la vila el privilegi del consolat, és a dir, l'autogovern municipal. Però el comte Sanç I de Provença signà un tractat de pau amb el comte de Tolosa sense el consentiment del seu germà, el rei Alfons II d'Aragó. Com a represàlia, aquest el desposseí el 1185 del comtat de Provença i els seus annexos, el vescomtat de Gavaldà i el de Millau, passà el rei a governar-los directament durant la minoria d'edat del seu fill.

## El segell de Millau
Dos anys després, l'1 d'abril de 1187 i des de Girona estant, el rei Alfons II d'Aragó trameté una carta als cònsols de la vila per concedir-los una sèrie de privilegis que venien a confirmar el seu consolat (autogovern municipal). El rei també els concedí la creació d'un segell comú: «Concedimus namque sigillum comune», a fi de mostrar la doble jurisdicció sobre la vila «sub subscriptione nostra et sua», i també els concedí l'ús de «nostra bandera» («et etiam vexillum nostrum»). La concessió per part d'Alfons II d'Aragó de «nostra bandera» a la vila té una traducció jurídica precisa: és la plasmació física de la jurisdicció reial sobre Millau, que exercirà un rol militar en nom del rei, i on aquest tindrà dret a llevar-hi tropes i menar-les cap al combat.
Seguidament i d'acord amb la condicions del privilegi, els cònsols de Millau encarregaren un segell circular de doble cara en què a l'anvers apareix un griu, un emblema que representa els cònsols de Millau, amb la llegenda: «+SIG[ILLUM CON]SULATUS AMILIAVI» (Segell del consolat de Millau). Al revers del segell, envoltat de la llegenda: «+SIGILLU(M) R(EGIS) ARAGON(ENSIS) COMITIS BA[RCHINONENSIS ET MARCHIONIS PROVI]NCIE» (Segell del rei d'Aragó comte de Barcelona i marquès de Provença) apareix un escut amb el senyal reial representat per tres gruixudes línies verticals; per sobre d'elles hi ha l'escarboncle o bloca, els reforços metàl·lics de l'escut en forma d'aspa; els radis d'aspa s'encreuarien al centre de l'escut, l'umbo, un detall actualment deteriorat; els reforços es completen amb una altra barra horitzontal situada a la part inferior a un terç de la punta de l'escut. La presència de l'escarbloncle o bloca mostra que com a model del senyal reial es varen prendre els segells de Ramon Berenguer IV o dels seus fills menors, però no els nous segells que emeté Alfons com a rei d'Aragó i en els quals ja no apareix l'escarboncle o bloca.

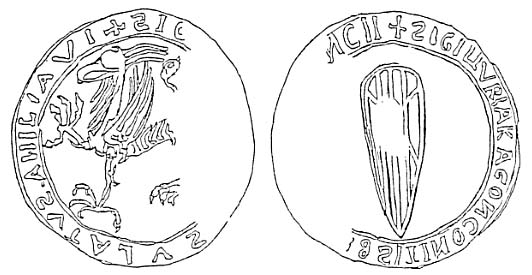
Segell concedit el 1187
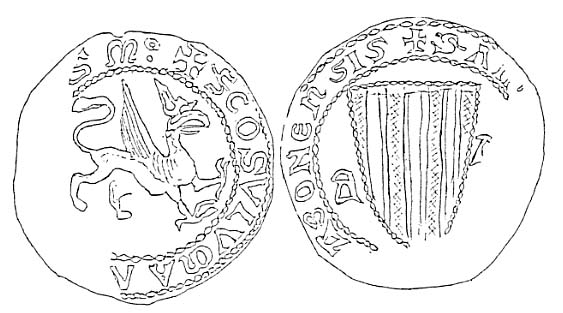
Segell atestat el 1269
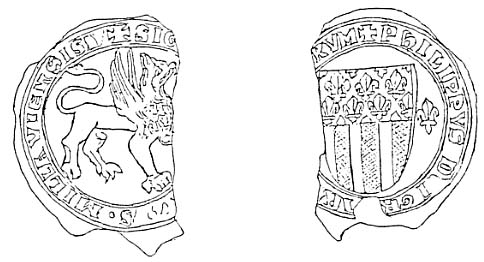
Segell atestat el 1352

Segell concedit el 1187
Segell atestat el 1269
Segell atestat el 1352

## Significació
El segell de Millau també és significatiu pel fet que és el primer cop que el senyal heràldic dels quatre pals apareix en un escut, no com una arma defensiva que porta el rei, sinó com un emblema identificatiu per si sol. Tal com resumeix l'heraldista aragonès Faustino Menéndez Pidal de Navascués (2004), d'acord amb les condicions del privilegi, els cònsols de Millau encarregaren seguidament un segell circular de dues cares en el qual disposaren un escut reial sol, malgrat que encara amb disseny d'arma de guerra, amb la seva bloca, copiada dels segells de Ramon Berenguer IV o dels seus fills menors, no dels que emprà Alfons II. En aquest primer segell de Millau es trobaria sens dubte la més antiga representació de l'escut d'armes dels pals com a emblema, no com a arma defensiva portada per una persona.
Finalment cal assenyalar que el segell de Millau s'ha explicat a vegades com una concessió reial a la vila d'un escut d'armes propi. Però, tant Martin de Framond (1989) com Faustino Menéndez Pidal de Navascués (2004) adverteixen que aquesta interpretació s'ha de matisar, perquè difereix molt d'allò que al segle XV s'entenia com una concessió d'armes a un municipi. La presència del senyal heràldic dels quatre pals en una de les dues cares del segell respon a la subscripció reial sigil·lar que s'esmenta en la carta del 1187, a fi de mostrar la doble jurisdicció, reial i consular, sobre la vila. Cal tenir present que aleshores, a finals del segle xiii, era inimaginable que una vila, o el seu consolat, tinguessin un escut d'armes heràldic com el que tenien els cavallers. Seria més endavant i amb el pas del temps quan el senyal dels quatre pals, ja sense l'escarboncle o bloca, devindria l'escut d'armes de Millau, temps fins quan la jurisdicció dels reis d'Aragó i comtes de Barcelona sobre la vila s'havia extingit i passat al reis de França; proposà la hipòtesi Martin de Framond (1989) que el motiu d'aquesta elecció seria la reivindicació per part de Millau de l'antiguitat dels seus privilegis.